# Escoles Fabra
Les Escoles Fabra són un edifici racionalista situat a la cruïlla de l'avinguda de Ferran Fabra i la rambla d'Àngel Guimerà d'Alella (Maresme), catalogat com a bé cultural d'interès local.

## Història
Aquest va ser un edifici projectat per l'arquitecte Josep Goday i finançat per Ferran Fabra i Puig (1866-1944), II marquès d'Alella, que en faria donació a l'Ajuntament d'Alella.
El 22 d'agost del 1934, en sessió ordinària presidida per l'Alcalde Josep Aymar i Puig, s'acceptaria per unanimitat el grup escolar "amb tots els avançaments higiènics i docents i que s'ha de destinar a perpetuïtat a escoles públiques."
L'1 de setembre del 1934 es signava l'escriptura de cessió entre el Marquès d'Alella i l'alcalde president. Una data que quedaria immortalitzada en una placa situada a la façana de la Rambla d`Àngel Guimerà.
L'acte d'inauguració oficial es portaria a terme el 13 de gener de 1935 amb presència del propi marquès i l'anomalia de dos alcaldes d'Alella presidint l'acte a causa dels fets del sis d'octubre de 1934. L'alcalde Aymar i els membres de la corporació municipal que havia acceptat l'escola havien estat cessats, com havia passat a tots els ajuntaments catalans, i havien estat substituïts pels membres d'una comissió gestora encapçalada per l'Alcalde Joan Ferran Parés.
El 2 de gener del 1935 el ple municipal en agraïment a la donació de l'escola va nomenar Fill adoptiu d'Alella a Ferran Fabra i Puig. Una distinció que es faria pública en l'acte d'inauguració amb l'entrega d'un pergamí que la plasmava i un quadre que va presidir l'entrada de l'escola fins a la dècada dels anys 90 del segle XX.
Fabra no només es va fer càrrec de cedir uns terrenys de la seva propietat i finançar la construcció de l'edifici escolar, i les petites cases dels mestres, sinó que entregaria una escola totalment equipada amb mobiliari, material escolar, de laboratori entre d'altres. Prova d'això és l'acord municipal del 23 de gener del 1935 on s'aprovava posar un anunci al diari La Vanguardia per tal de poder vendre el material escolar de les escoles velles, situades als baixos de l'antic edifici de l'ajuntament.

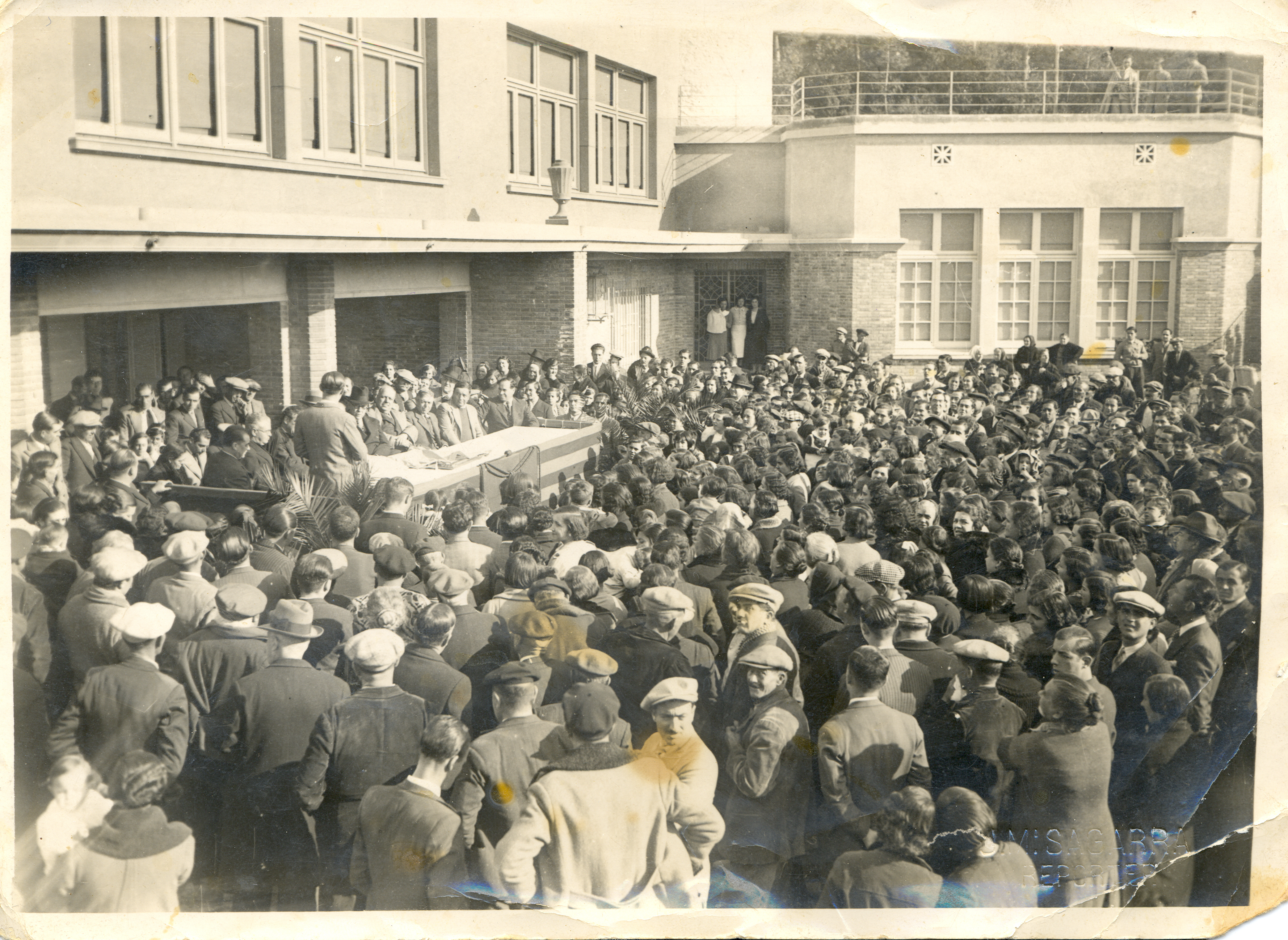
Acte d'inauguració de les Escoles Fabra amb el pati ple de gom a gom

## Descripció
Està format per dos cossos disposats en forma d'«L», amb l'edificació adossada a les mitgeres del nord i est de la finca, obrint-se així el pati al sud. El volum principal té planta baixa i dos pisos , mentre que el cos lateral adossat actualment té planta baixa i pis, quan originàriament només tenia una sola planta. Ambdós cossos estan coberts amb terrat pla. De la planta baixa, acabada amb totxo, en destaca la marquesina de formigó que remarca l'entrada del volum principal. Les plantes pis tenen grans obertures rectangulars dimensionades per obtenir una bona entrada de llum natural, especialment a les aules. Del pati cal remarcar la tanca de pedra, totxo i ferro.